# Cercoptera sanguinicollis
Cercoptera sanguinicollis är en skalbaggsart som beskrevs av Pierre Émile Gounelle 1911. Cercoptera sanguinicollis ingår i släktet Cercoptera och familjen långhorningar. Inga underarter finns listade i Catalogue of Life.